# Cryptotylus xikrin
Cryptotylus xikrin är en tvåvingeart som beskrevs av Gorayeb och David Fairchild 1985. Cryptotylus xikrin ingår i släktet Cryptotylus och familjen bromsar. Inga underarter finns listade i Catalogue of Life.